# Jean-Claude Amara
Jean-Claude Amara, né le 15 juin 1946,  est un militant associatif et poète français. Il est essentiellement connu pour son action pour les "mal-logés" et les étrangers en situation irrégulière.

## Biographie
Jean-Claude Amara naît le 15 juin 1946 à Paris[réf. souhaitée] d'un couple franco-algérien. En 1979 il devient artiste des rues, il chante en s'accompagnant de son orgue de barbarie. Il séjourne un temps en Kabylie et demande en 1988 la nationalité algérienne. 
Il est porte-parole de l'association Droits devant !!. Il a également cofondé l'association Droit au logement, pour concurrencer le Comité des mal-logés dont une partie des membres, autonomes, étaient hostiles à toute interpellation des institutions à travers les médias.
Il participe à de nombreux événements et associations, c'est lui notamment qui initie la Campagne Civile Internationale pour la protection du peuple palestinien. Il est aussi un combattant de la première heure aux côtés des « Sans-Papiers ». Sa proximité avec le milieu artistique lui permet d'obtenir le soutien médiatique de différents artistes comme Jacques Higelin.
En 1998, un incendie ravage une partie des locaux de Droits devant !!, selon lui, « cela ne fait aucun doute » qu'il s'agit d'un incendie criminel.
Le 13 avril 2006, Amara apporte son soutien à des étrangers en situation irrégulière qui occupent l'ancien Musée des colonies. Des CRS les en expulseront. À la suite de cette action, un procès devait avoir lieu le 10 novembre 2006 à Paris, pour violences volontaires aggravées sur un dépositaire de l’autorité publique ; il devait impliquer le professeur Albert Jacquard ainsi que Monseigneur Jacques Gaillot comme témoins. 
Jugé à partir du 8 juin 2007 pour des « violences sur agent », il est relaxé en juillet 2007.
Il publie en octobre 2011 Droits devant !!, un livre reflétant ses 20 ans de lutte.
Le 30 novembre 2015, il est parmi les signataires de l'Appel des 58 : « Nous manifesterons pendant l'état d'urgence »,.